# Đông chí
Tiết Đông chí(tiếng Hán: 冬至; bính âm: ‘‘dōngzhì’’), theo lịch Trung Quốc cổ đại, là tiết khí khởi đầu bằng điểm giữa của mùa đông, nó là một trong hai mươi tư tiết khí trong nông lịch. Theo định nghĩa này, điểm bắt đầu của nó trùng với điểm đông chí (tiếng Anh: Winter solstice) tại Bắc Bán cầu theo quan điểm của khoa học phương Tây. Tuy nhiên, theo khoa học phương Tây thì nó là điểm bắt đầu của mùa đông tại Bắc Bán cầu và tương ứng là bắt đầu mùa hè ở Nam bán cầu, thời điểm mà Mặt Trời xuống tới điểm thấp nhất về phía nam trên bầu trời để sau đó bắt đầu quay trở lại phía bắc.
Theo quy ước, tiết đông chí là khoảng thời gian bắt đầu từ khoảng ngày 21 hay 22 tháng 12 khi kết thúc tiết đại tuyết và kết thúc vào khoảng ngày 5 hay 6 tháng một trong lịch Gregory theo các múi giờ Đông Á khi tiết tiểu hàn bắt đầu.
Theo thuật ngữ thiên văn học phương Tây, đó là thời điểm có liên quan đến vị trí của hành tinh trên quỹ đạo quanh Mặt Trời. Nó là lúc kinh độ Mặt Trời bằng 270 độ ở Bắc Bán cầu, và cũng là ngày bắt đầu mùa đông tại Bắc Bán cầu và ngày bắt đầu mùa hè tại Nam bán cầu.

## Trên Trái Đất
Định nghĩa một: Tại Bắc Bán cầu, ngày đông chí là ngày mà khoảng thời gian ban ngày ngắn nhất và thời gian ban đêm dài nhất. Thời gian này thông thường rơi vào ngày 21 tháng 12 hoặc 22 tháng 12. Khi đó tại Nam bán cầu thì khoảng thời gian ban ngày lại là dài nhất. Tuy nhiên cách định nghĩa này có phần không rõ ràng do độ nghiêng lớn nhất của trục quay Trái Đất là xấp xỉ 23,45° nên đối với những người quan sát ở các vĩ độ cao hơn 66,55° vĩ bắc sẽ thấy thời gian ban đêm trong những ngày cận kề trước và sau ngày đông chí ở nửa bán cầu này có thể kéo dài đến 24 h (Xem thêm ban đêm vùng cực để biết thêm chi tiết). Ngược lại, ở Nam bán cầu, đối với những người quan sát ở các vĩ độ cao hơn 66,55° vĩ nam sẽ thấy thời gian ban ngày trong những ngày cận kề với ngày đông chí ở Bắc Bán cầu có thể kéo dài đến 24 h (Xem thêm ban ngày vùng cực để biết thêm chi tiết). Do vậy không thể biết chính xác ngày nào là ngày hạ chí theo kiểu định nghĩa này.

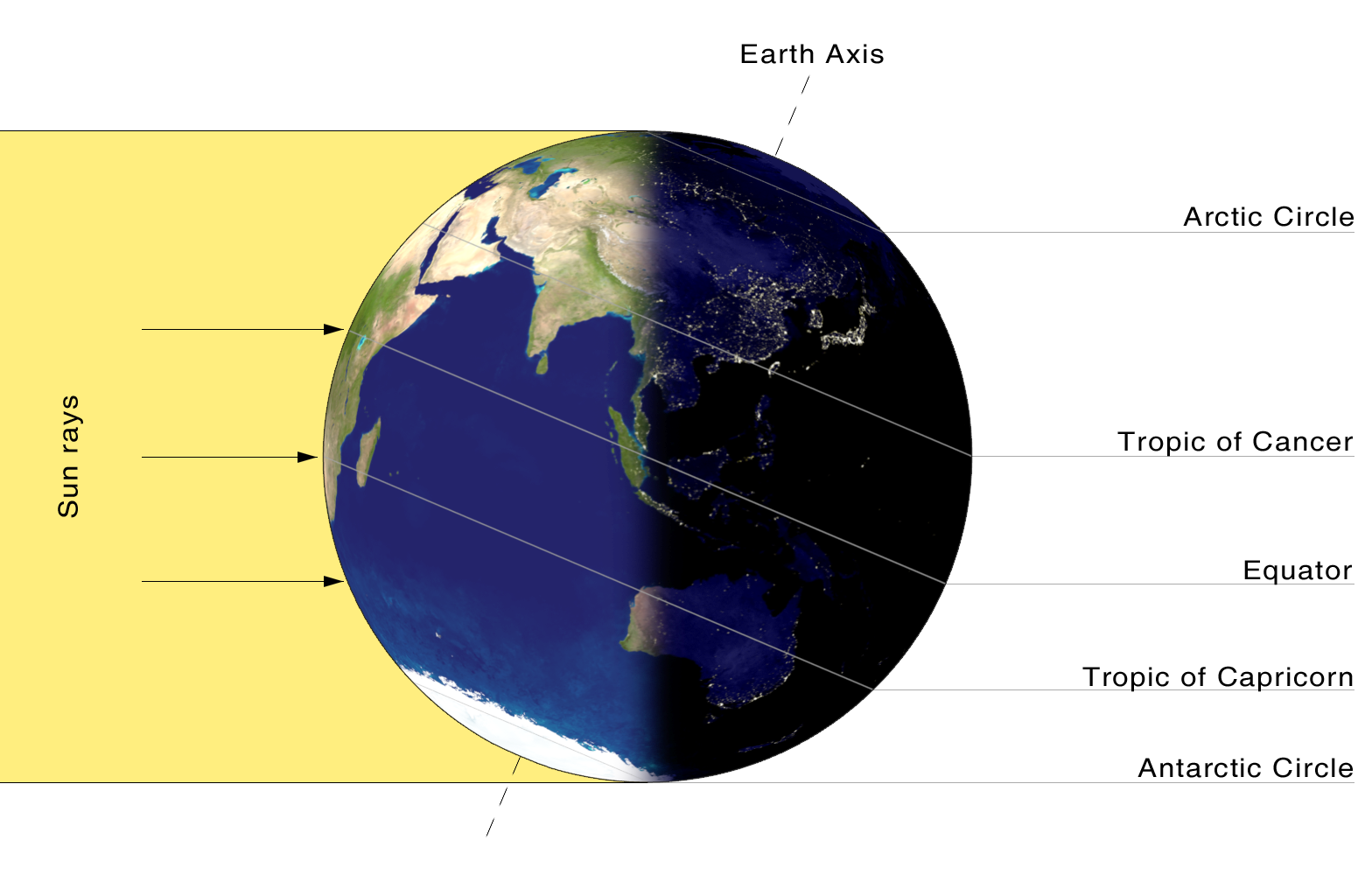
Sự chiếu sáng của Mặt Trời cho Trái Đất vào ngày Đông chí ở Bắc Bán cầu

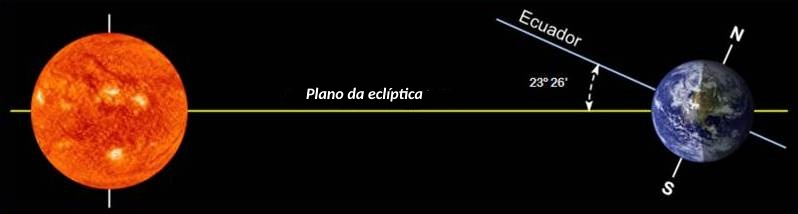
Độ nghiêng trên trục Trái Đất là 23°26'

Định nghĩa hai: Ngày đông chí là ngày chứa điểm đông chí tính theo múi giờ địa phương. Theo quan điểm của người Trung Hoa và các dân tộc chịu ảnh hưởng của nền văn hóa Trung Quốc cổ đại thì ngày Đông chí là phù hợp với các tính toán của thiên văn học đối với Bắc Bán cầu. Xem thêm tiết khí
Giữa mùa đông là khoảng thời gian quanh ngày Đông chí đối với nhiều nước, tuy có ngoại lệ như Mỹ thì Đông chí lại là ngày bắt đầu mùa đông. Có nhiều lễ hội truyền thống được tổ chức vào ngày Đông chí như Lễ hội Yule của đạo Wicca, một trong tám lễ hội Sabbat của những người theo đạo đa thần giáo kiểu mới (neopagan) này. Rất nhiều nền văn hóa khác cũng tổ chức lễ hội vào ngày này hoặc xung quanh ngày này như lễ hội lễ hội Yalda, lễ hội Saturnalia, lễ Giáng Sinh, Hanukkah, lễ hội Festivus, lễ hội Kwanzaa và lễ hội HumanLight.